# Ataque aéreo en Yarmouk de junio de 2023
El ataque aéreo en Yarmouk ocurrió el 17 de junio de 2023, un ataque aéreo perpetrado por las Fuerzas Armadas de Sudán alcanzó una zona residencial del barrio de Yarmouk en Jartum, durante la batalla de Jartum en el contexto de la tercera guerra civil sudanesa. El ataque aéreo mató a treinta personas e hirió a otras once.

## Preludio
Durante la batalla de Jartum, que comenzó en abril de 2023 entre las paramilitares Fuerzas de Apoyo Rápido y el ejército sudanés liderado por el presidente de la República Abdelfatah al Burhan, aviones de la Fuerza Aérea Sudanesa lanzaron ataques aéreos contra zonas residenciales. Estos ataques aéreos a menudo se produjeron como resultado de desalojos forzosos por parte de combatientes de RSF de viviendas y edificios civiles en Jartum. Sin embargo, estos ataques aéreos y bombardeos de artillería han alcanzado edificios residenciales que todavía contienen civiles, y los activistas sudaneses afirman que los ataques de las Fuerzas Armadas de Sudán son indiscriminados. A finales de mayo, los bombardeos desde zonas ocupadas por las Fuerzas Armadas del Sudán mataron entre 18 y 27 civiles en un mercado del barrio de Mayo. El 8 de junio, un ataque aéreo mató a 12 civiles en el mercado de El Muweileh en Omdurmán, y el 11 de junio, 18 civiles murieron en bombardeos en los barrios de El Azhari y Salama.

## Ataque aéreo
El ataque aéreo se produjo más temprano el 17 de junio, antes de que se implementara el alto el fuego de tres días esa misma noche. Si bien se desconocía el autor inicial, los comités de médicos de Jartum acusaron posteriormente a las Fuerzas Armadas del Sudán del ataque aéreo. Un grupo médico local llamado The Emergency Room anunció que diecisiete personas murieron en el ataque aéreo, incluidos cinco niños. This toll was corroborated by the Sudanese Ministry of Health, who also stated eleven others were wounded. Esta cifra fue corroborada por el Ministerio de Salud sudanés, que también afirmó que otras once personas resultaron heridas. Veinticinco casas también fueron arrasadas en el ataque, que tuvo como objetivo el mercado de El Ezba, al sur de Yarmouk. Las RSF alegaron que las Fuerzas Armadas del Sudán estaban detrás del ataque aéreo, pero esto no pudo ser verificado. La Sala de Emergencias del Sur de Jartum, refiriéndose al ataque aéreo como la masacre de Yarmouk, declaró que el ataque aéreo tenía como objetivo a militantes de RSF en el barrio de Yarmouk.
Posteriormente, el número de muertos aumentó a más de 30 personas asesinadas, según el Sindicato de Médicos Sudaneses.

## Secuelas
Tras el ataque aéreo, entró en vigor el alto el fuego de tres días resultante de las renovadas negociaciones del tratado de Jeddah.